# Сан-Грегоріо-Маньо
Сан-Грегоріо-Маньо, Сан-Ґреґоріо-Маньйо (італ. San Gregorio Magno) — муніципалітет в Італії, у регіоні Кампанія,  провінція Салерно.
Сан-Грегоріо-Маньо розташований на відстані близько 280 км на південний схід від Рима, 100 км на схід від Неаполя, 55 км на схід від Салерно.
Населення — 4327 осіб (2014).
Щорічний фестиваль відбувається 3 вересня. Покровитель — San Gregorio Magno.

## Демографія
Населення за роками:

Станом на 1 січня 2023 року в муніципалітеті офіційно проживало 59 іноземців з 15 країн, серед них 26 громадян країн Євросоюзу та 6 громадян України.

## Сусідні муніципалітети
- Буччино
- Колліано
- Муро-Лукано
- Ричильяно
- Романьяно-аль-Монте